# Classe Imperator
La classe Imperator est une classe de trois paquebots conçus pour la Hamburg America Line, communément connue sous le nom de HAPAG. Ces trois navires ont été commandés par le président de la  compagnie maritime allemande Albert Ballin. Elle est composée de trois navires, à savoir l'Imperator (1912), le Vaterland (1913) et le plus grand, le Bismarck (1914). Ces paquebots de plus de 50 000 tonnes arborent trois cheminées et ont une longueur allant de 276 à 291 mètres. Jusqu'à la mise en service de son sister-ship le Vaterland, l’Imperator fut le plus grand paquebot du monde.
La Hamburg America Line est l'une des deux compagnies maritimes allemandes exploitant les traversées transatlantiques, l'autre étant la Norddeutscher Lloyd. Ces derniers ont connu beaucoup de succès avec l'avènement de leur classe Kaiser, dont le premier est le Kaiser Wilhelm der Grosse. Lloyd disposa bientôt d'une flotte de quatre paquebots proposant des traversées transatlantiques hebdomadaires. Au tournant du siècle, HAPAG ne dispose que d'un seul vaisseau amiral, le Deutschland. Malgré son succès, le Deutschland ne peut rivaliser avec les « Four Flyers » appartenant à Lloyd. HAPAG ajouta bientôt à sa flotte le Kaiserin Auguste Victoria, qui est le plus grand navire du monde lors de son lancement en août 1906. La concurrence britannique est également féroce, le Lusitania de la Cunard Line lancé en 1906 suivi de son sister-ship Mauretania furent un succès instantané et en 1910, les nouveaux paquebots de la classe Olympic de la White Star Line étaient en voie d'achèvement.

## Navires de la classe

### Imperator
Le SS Imperator est construit par les chantiers navals AG Vulcan de Hambourg en 1913. À la suite de la Première Guerre mondiale, l’Imperator, cédé au Royaume-Uni au titre des dommages de guerre, est renommé RMS Berengaria et affecté à la Cunard Line. Il est victime d'un incendie en 1938, ce qui entraîne sa démolition, terminée en 1946.

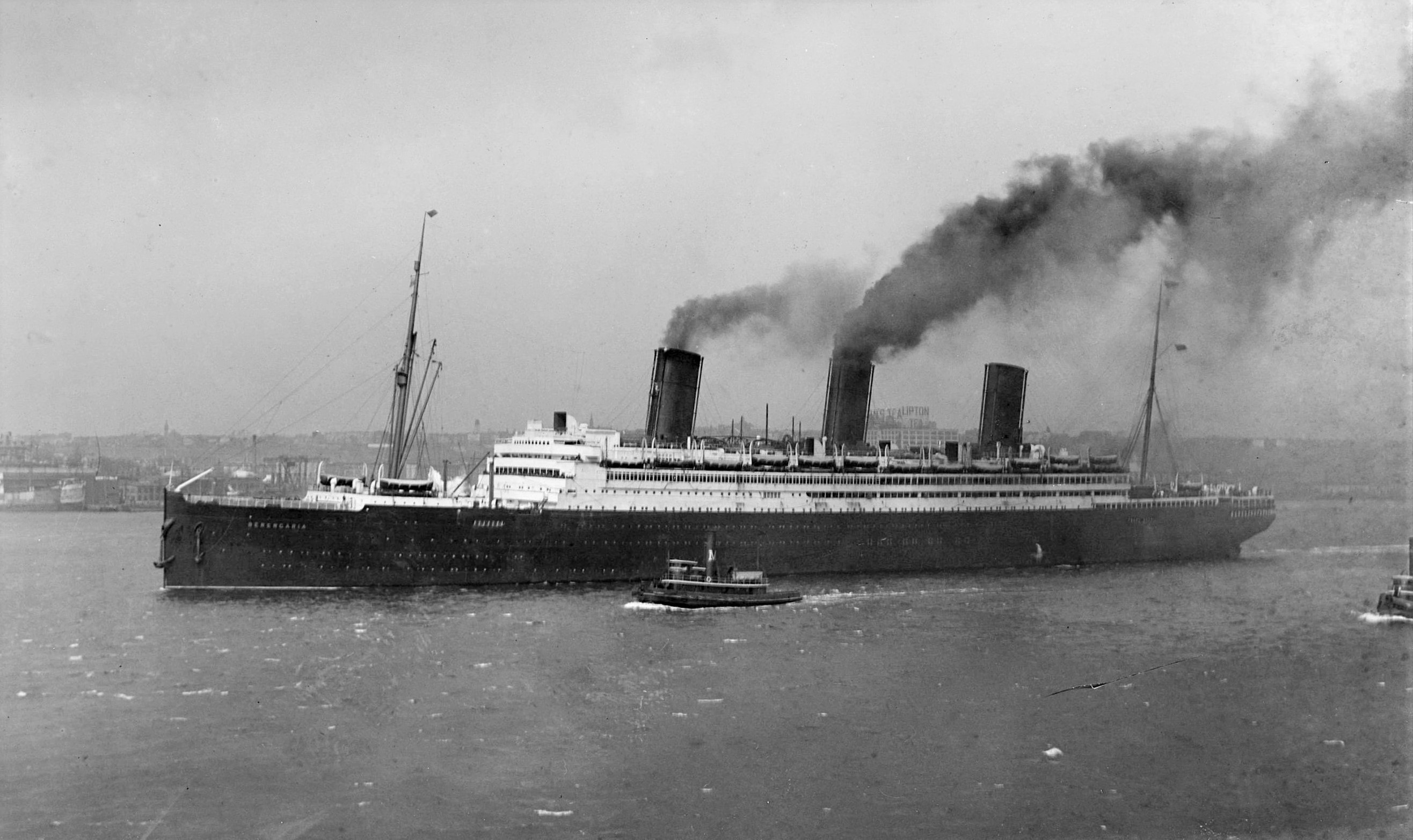
Le RMS Berengaria (ex-Imperator) photographié dans les années 1920.

### Vaterland
Le Vaterland est construit par les chantiers Blohm & Voss de Hambourg en 1913. Lorsque la Première Guerre mondiale éclate en 1914, le Vaterland est immobilisé aux États-Unis, et finalement saisi lors de leur entrée en guerre. Renommé SS Leviathan, il sert de transport de troupes de 1917 à 1919, puis reprend du service comme transatlantique pour la compagnie United States Lines. Jusqu'à sa démolition en 1938, sa carrière se révèle être un désastre financier.

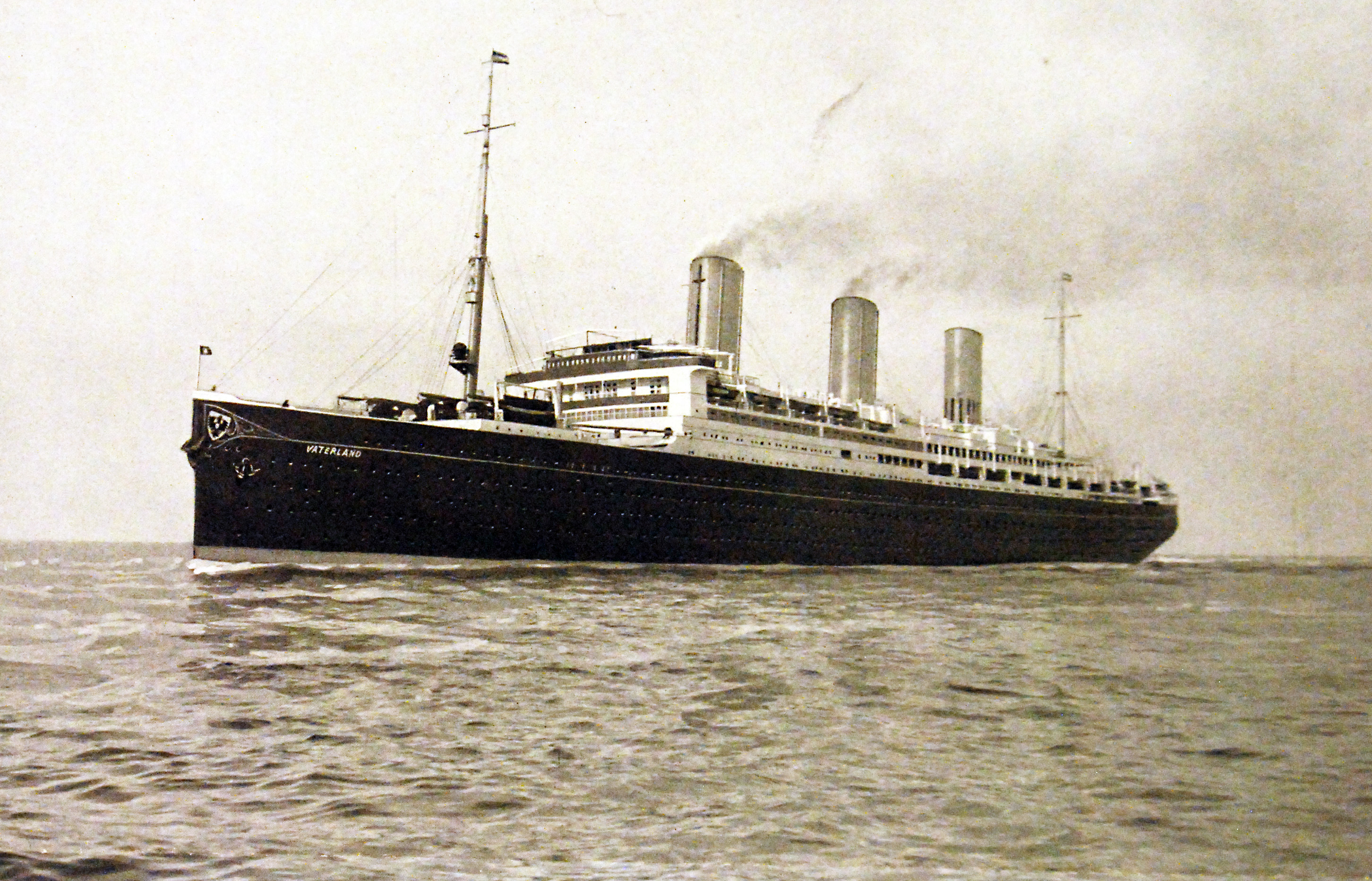
Le SS Vaterland en mer en 1914.

### Bismarck
Le Bismarck est construit par les chantiers Blohm & Voss de Hambourg en 1914. Lancé en juin 1914, il n'est pas achevé lorsque débute la Première Guerre mondiale, et sa construction cesse jusqu'à la fin du conflit. À la suite de la Grande Guerre, le Bismarck, cédé au Royaume-Uni au titre des dommages de guerre, est renommé RMS Majestic et affecté à la White Star Line. Victime d'un incendie en 1939, il est vendu aux démolisseurs en 1940. Il faut attendre 1943 pour qu'il soit totalement démantelé.

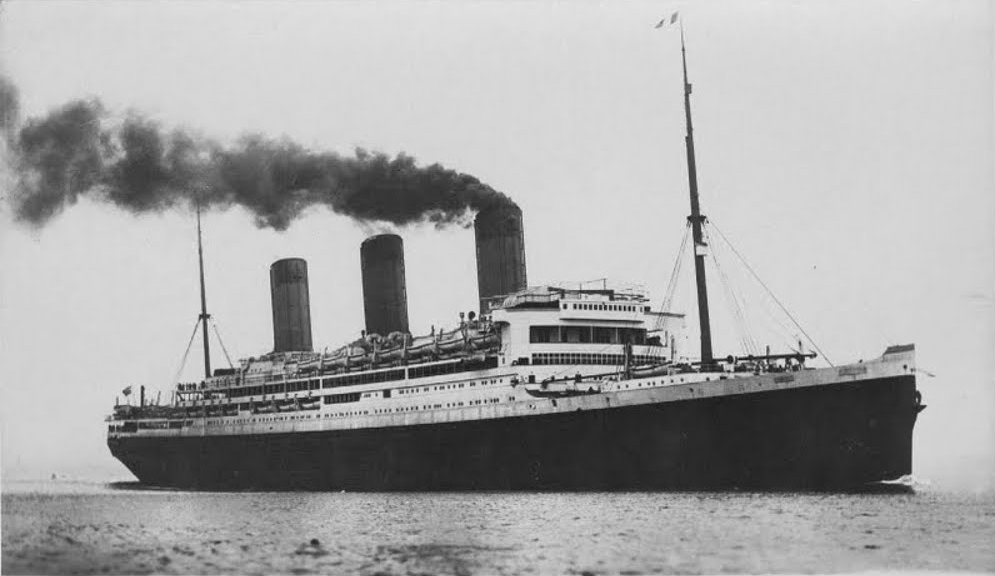
Le RMS Majestic (ex-Bismarck) photographié vers 1922.